# Gelehrte Beyträge zu den Braunschweigischen Anzeigen

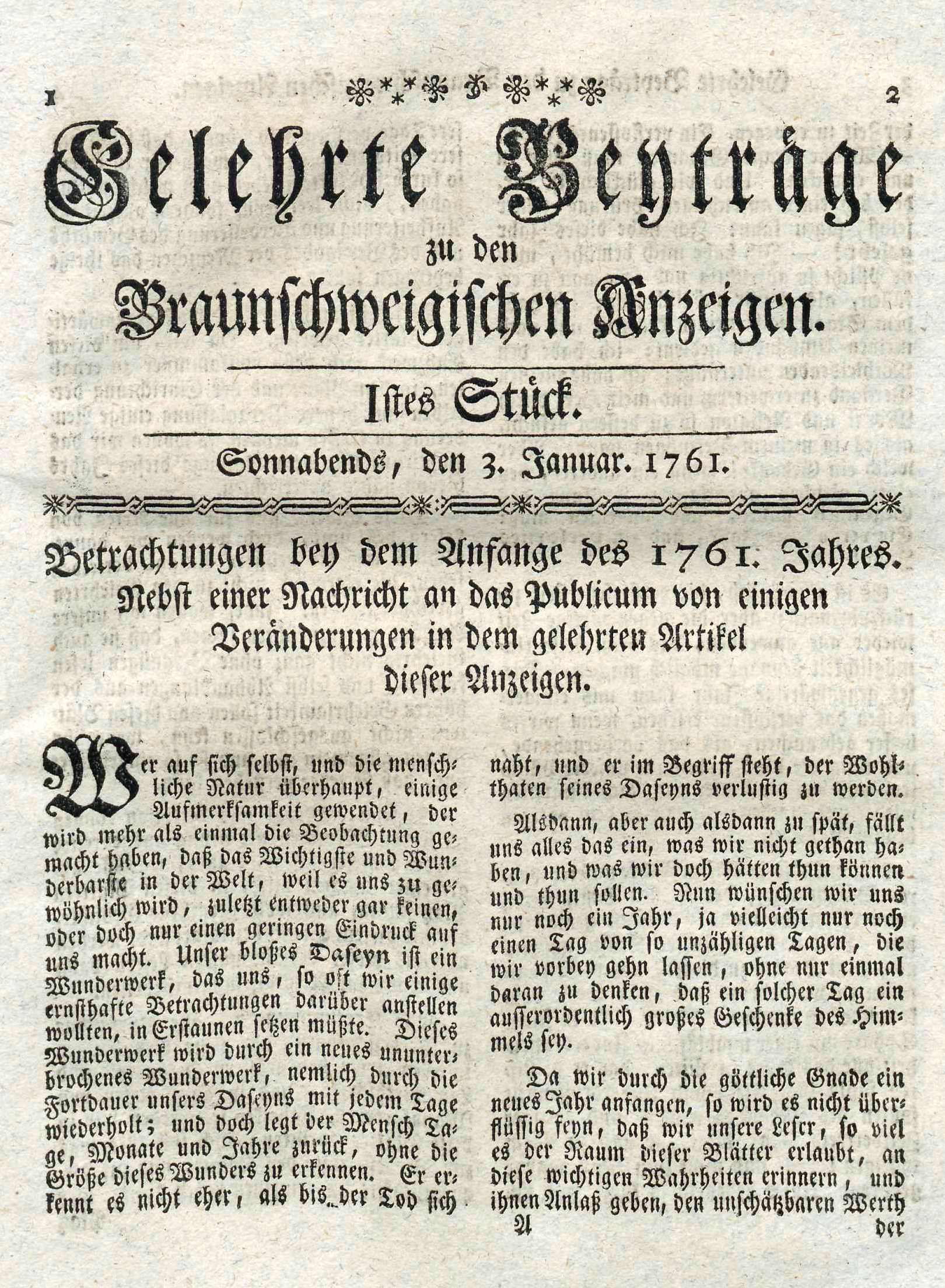
Titelblatt der Erstausgabe der Gelehrten Beyträge zu den Braunschweigischen Anzeigen vom 3. Januar 1761.

Die Gelehrten Beyträge zu den Braunschweigischen Anzeigen, kurz meist nur als Gelehrte Beyträge bezeichnet, waren ursprünglich fester Bestandteil der erstmals am 2. Januar 1745 im Quartformat erschienenen Zeitung Braunschweigische Anzeigen, die von Herzog Karl I. von Braunschweig-Wolfenbüttel gegründet worden waren. Bei den „Gelehrten Beyträgen“ handelte es sich um wissenschaftliche Aufsätze, die im Jahre 1761 von den „Anzeigen“ abgetrennt wurden und von da an separat veröffentlicht wurden. Die erste Ausgabe der „Gelehrten Beytrage“ erschien am 3. Januar 1761 in einer Auflage von 200 Exemplaren. Die Autoren der Aufsätze war zumeist Professoren des Collegium Carolinum.

## Beschreibung
Von 1761 bis 1777 war Justus Friedrich Wilhelm Zachariae Herausgeber der „Beyträge“. Im Jahre 1788 wurde der Titel in Braunschweigisches Magazin geändert, der bis Anfang 1869 beibehalten wurde. Die Nachfolge von Zachariae als Herausgeber trat Johann Joachim Eschenburg an. Von 1895 bis 1931 gab Paul Zimmermann das Magazin heraus, dabei von 1902 bis 1922 im Namen des 1901 gegründeten Geschichtsvereins für das Herzogtum Braunschweig.
Die Zeitung wurde 1934 auf Druck der Nationalsozialisten mit dem amtlichen NSDAP-Organ Braunschweiger Tageszeitung zwangsweise verschmolzen. Die letzte Ausgabe des NS-Blattes erschien am 10. April 1945.